# Lisa Boyle
Lisa Doreen Boyle ( Chicago, Illinois, 6 de agosto de 1964) es una modelo y actriz estadounidense. 

## Biografía

### Primeros años
Se graduó en el Colegio Steinmetz en 1982 (alma mater de Hugh Hefner). Después de llevar a cabo sus estudios, se mudó a Hawái para trabajar como mesera. Pocos meses después, se mudó a Los Ángeles con su novio, quien tenía un contrato para la grabación de un disco. Lisa terminó obteniendo un empleo en el Hard Rock Café de esa ciudad.

## Carrera
Luego de terminar con su novio, Boyle decidió iniciar una carrera de modelaje. Encontró a un agente y a los pocos meses pudo relacionarse con la revista Playboy. Apareció en más de 15 ediciones de la revista, entre 1995 y 2000, cinco de ellas en la portada. Adicionalmente a Playboy, Boyle posó para Celebrity Skin, L'Equipe, Access y Loaded.
Boyle inició su carrera en el cine softcore. En 1988 hizo un breve papel en el musical Earth Girls Are Easy y su primer protagónico, Midnight Tease de 1994. Actuó con los seudónimos Lisa D. Boyle, Lissa Boyle, Lisa Boyles, Cassandra Leigh y Cassandrea Leigh. Apareció en muchas más películas, incluyendo algunos cameos en Lost Highway y Face/Off, pero principalmente en películas para vídeo como I Like to Play Games, la que le ganó reconocimiento en el mundo del softcore. Adicionalmente, ha aparecido en series de televisión como Married... with Children, Dream On, Silk Stalkings y The Hughleys. También actuó en vídeos musicales, incluyendo "Falling in Love (Is Hard on the Knees)" de Aerosmith y "I Shot the Sheriff" de Warren G.

## Filmografía parcial
- Earth Girls Are Easy (1988)
- Road to Revenge (1993)
- Midnight Witness (1993)
- Red Shoe Diaries(1992–1994)
- On the Edge (1994)
- Midnight Tease (1994)
- Terminal Voyage (1994)
- Love Street (1994)
- Concealed Weapon (1994)
- Dream On (1994)
- Caged Heat 3000 (1995)
- Guns and Lipstick (1995)
- When the Bullet Hits the Bone (1995)
- Bad Boys(1995)
- Friend of the Family (1995)
- Red Shoe Diaries 5: Weekend Pass (1995)
- I Like to Play Games (1995)
- Showgirls (1995)
- High Tide (1995)
- Criminal Hearts (1996)
- Dreammaster: The Erotic Invader (1996)
- Daytona Beach (1996)
- Married... with Children (1993–1996)
- The Nutty Professor (1996)
- Face/Off (1997)
- Brooklyn South (1998)
- The Hughleys (1999)
- Baywatch (1994–1999)